# Tourisme en Tanzanie

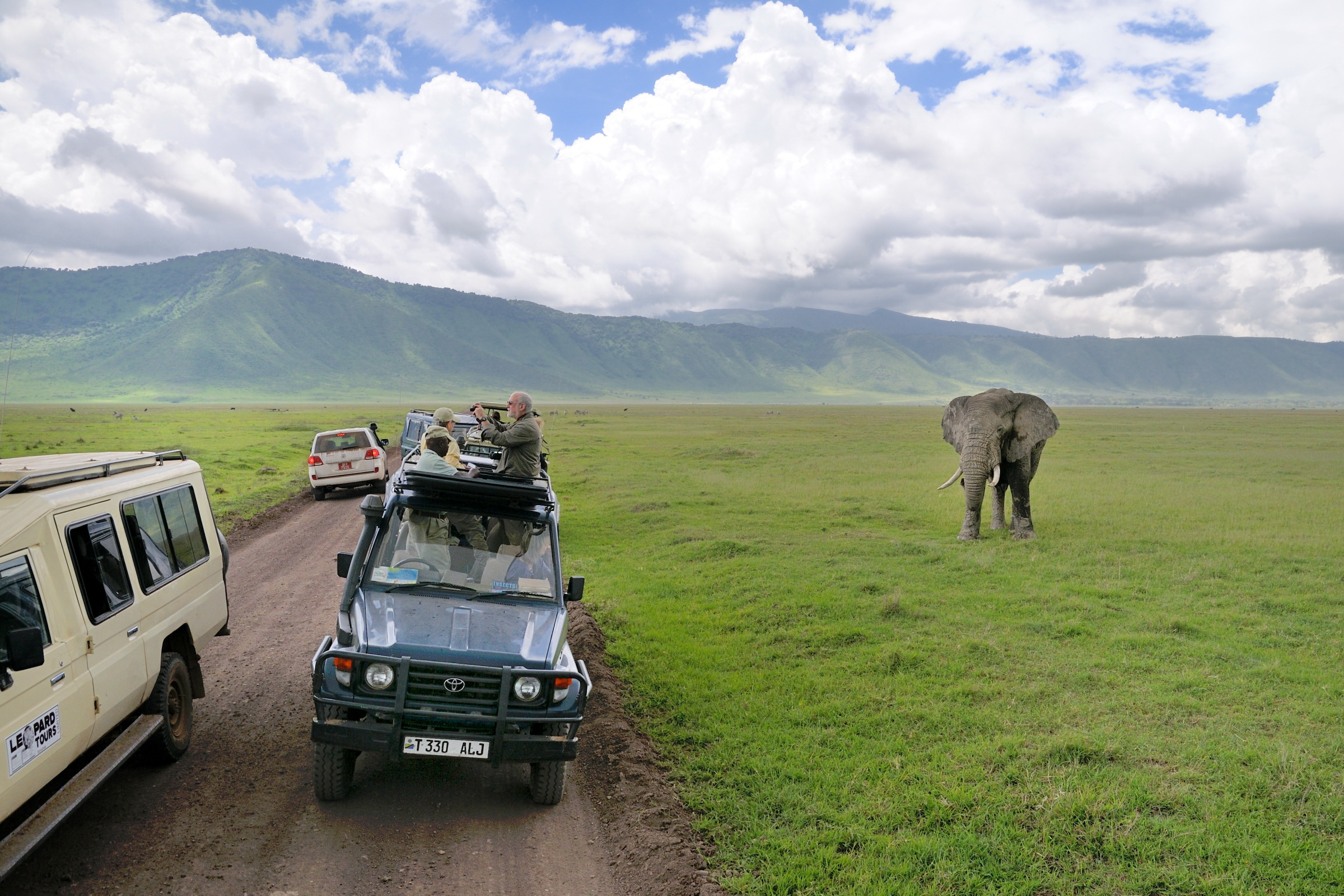
Touristes regardant un éléphant dans le cratère du Ngorongoro.

Le tourisme en Tanzanie est un secteur d'activité important de l'économie du pays.
La Tanzanie compte de nombreuses attractions touristiques, au premier rang desquelles sa grande biodiversité, comprenant une faune et une flore riche et variée. Environ 38 % de la superficie terrestre de la Tanzanie est ainsi réservée aux aires protégées à des fins de conservation. Il existe 21 aires protégées, 29 réserves de gibier, 40 aires de conservation (dont celle du Ngorongoro) et des parcs marins. La Tanzanie abrite également le mont Kilimandjaro, le point culminant d'Afrique.
Les voyages et le tourisme représentaient 17,5 % du produit intérieur brut de la Tanzanie en 2016 et employaient 11 % de la main-d'œuvre du pays (1 189 300 emplois) en 2013. Le secteur connaît une croissance rapide, passant de 1,74 milliard de dollars américains de revenus en 2004 à 4,48 milliards de dollars en 2013. En 2021, 1 378 000 touristes passent les frontières frontières de la Tanzanie contre 754 000 en 2005.
En 2019, le secteur du tourisme tanzanien génère 2,6 milliards de dollars de revenus avec 1,5 million d'arrivées de touristes.
En 2020, en raison du Covid-19, le nombre d'arrivées de touristes internationaux descend en-dessous de 617 000.
En octobre 2021, le ministère des Ressources naturelles et du Tourisme de Tanzanie obtient un prêt de 90 milliards de shillings tanzaniens, de la part du FMI, pour l'exercice financier 2021-2022. Ce prêt fait partie d'une aide d'urgence globale du FMI destinée à soutenir la Tanzanie dans sa réponse à la pandémie de Covid-19 et dans le redémarrage de son économie.

## Attractions touristiques

### Parcs nationaux de Tanzanie

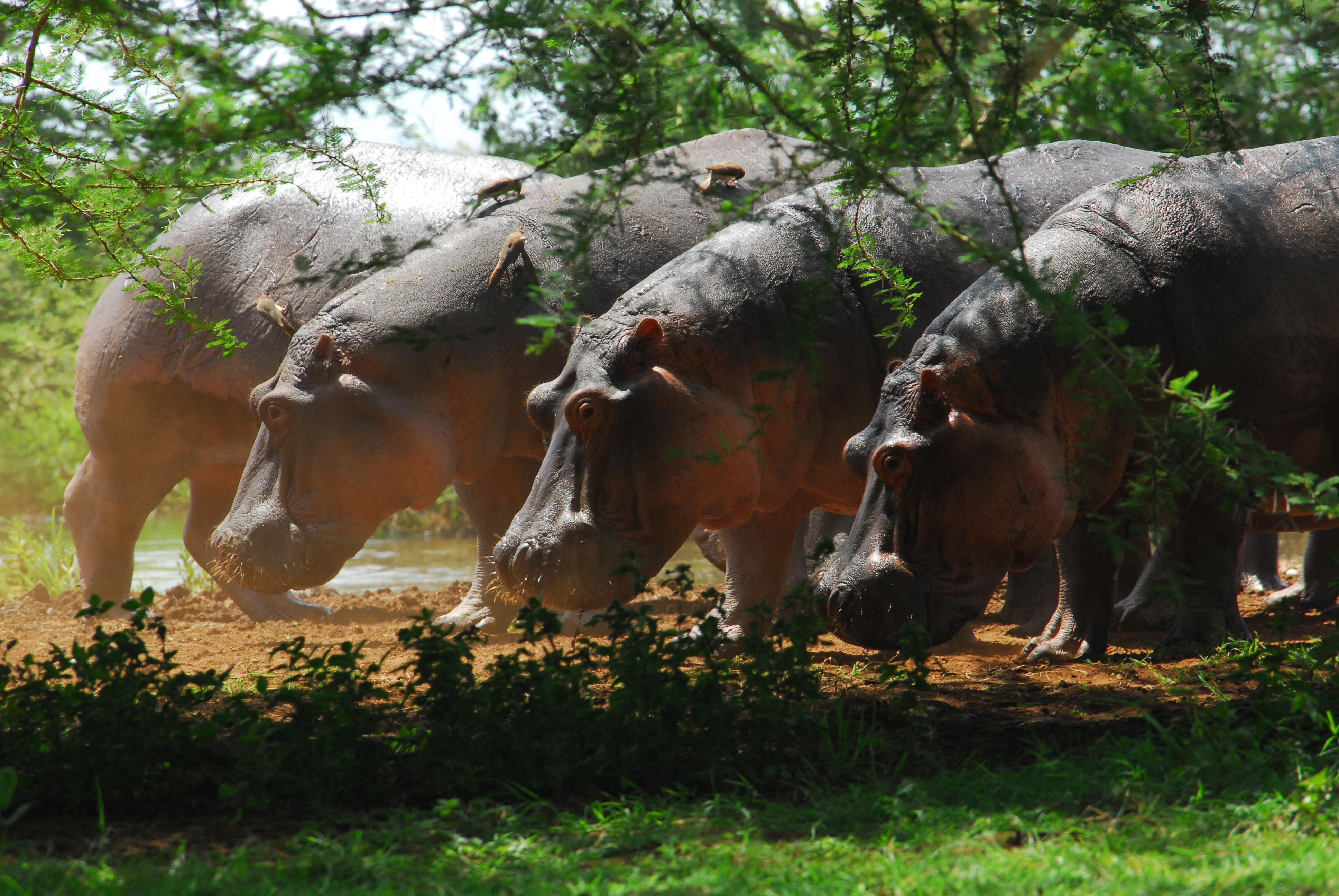
Hippopotames dans le parc national du lac Manyara en 2012.

La Tanzanie possède près de 38 % de ses terres réservées en tant que zones protégées, ce qui correspond à l'un des pourcentages les plus élevés au monde. La Tanzanie compte 15 parcs nationaux et abrite une grande variété d'animaux. Parmi les grands mammifères figurent les « Big Five », mais aussi les gnous, les girafes, les hippopotames et diverses espèces d'antilopes. Les lieux d'observation de la faune les plus connus de Tanzanie sont situées dans la partie nord du pays et comprennent le parc national du Serengeti, le parc national de Tarangire et le parc national du lac Manyara. Le parc national du Serengeti est célèbre pour les grandes migrations d'animaux qui ont lieu chaque année. Le parc national du Serengeti est le parc le plus populaire du pays et a accueilli plus de 330 000 visiteurs en 2012.

En 2018, le parc national du Serengeti est élu « meilleur parc de safari africain », à la suite d'une étude menée par le site SafariBookings, un site important de réservation de safaris en Afrique, sur la base de retours d'expérience émis par leurs clients. Le site écrit : 

« Au total, 2 530 avis ont été examinés sur le site Web de SafariBookings. Les 1 670 avis d'utilisateurs ont été rédigés par des touristes ayant participé à des safaris dans 72 pays. Pour compléter ces avis d'utilisateurs, des auteurs de guides réputés (travaillant pour Lonely Planet, Rough Guides, Frommer's, Bradt et Footprint) se sont associés au sein du groupe d'experts SafariBookings pour rédiger 860 avis d'experts. »

Le nord du pays abrite également la zone de conservation du Ngorongoro. L'aire de conservation comprend le cratère de Ngorongoro, une caldeira volcanique éteinte, habitat des lions, des hippopotames, des éléphants, de diverses espèces d'antilopes, du rhinocéros noir, en voie de disparition, et de grands troupeaux de gnous et de zèbres. Les gorges d'Olduvaï, considérées comme le berceau de l'humanité après la découverte des premiers spécimens connus du genre humain, Homo habilis ainsi que des premiers hominidés, tels que Paranthropus boisei, se trouvent également dans la zone de conservation.
La partie occidentale de la Tanzanie comprend les parcs nationaux de Mahale, Katavi et Gombe Stream, ce dernier étant le site de l'étude en cours de Jane Goodall, commencée en 1960, sur le comportement des chimpanzés,. Le pays est aussi particulièrement riche en diversité végétale. La Tanzania National Parks Authority (ou TANAPA) administre en effet un parc national, le parc national du plateau de Kitulo, dédié aux plantes à fleurs.

### Le mont Kilimandjaro

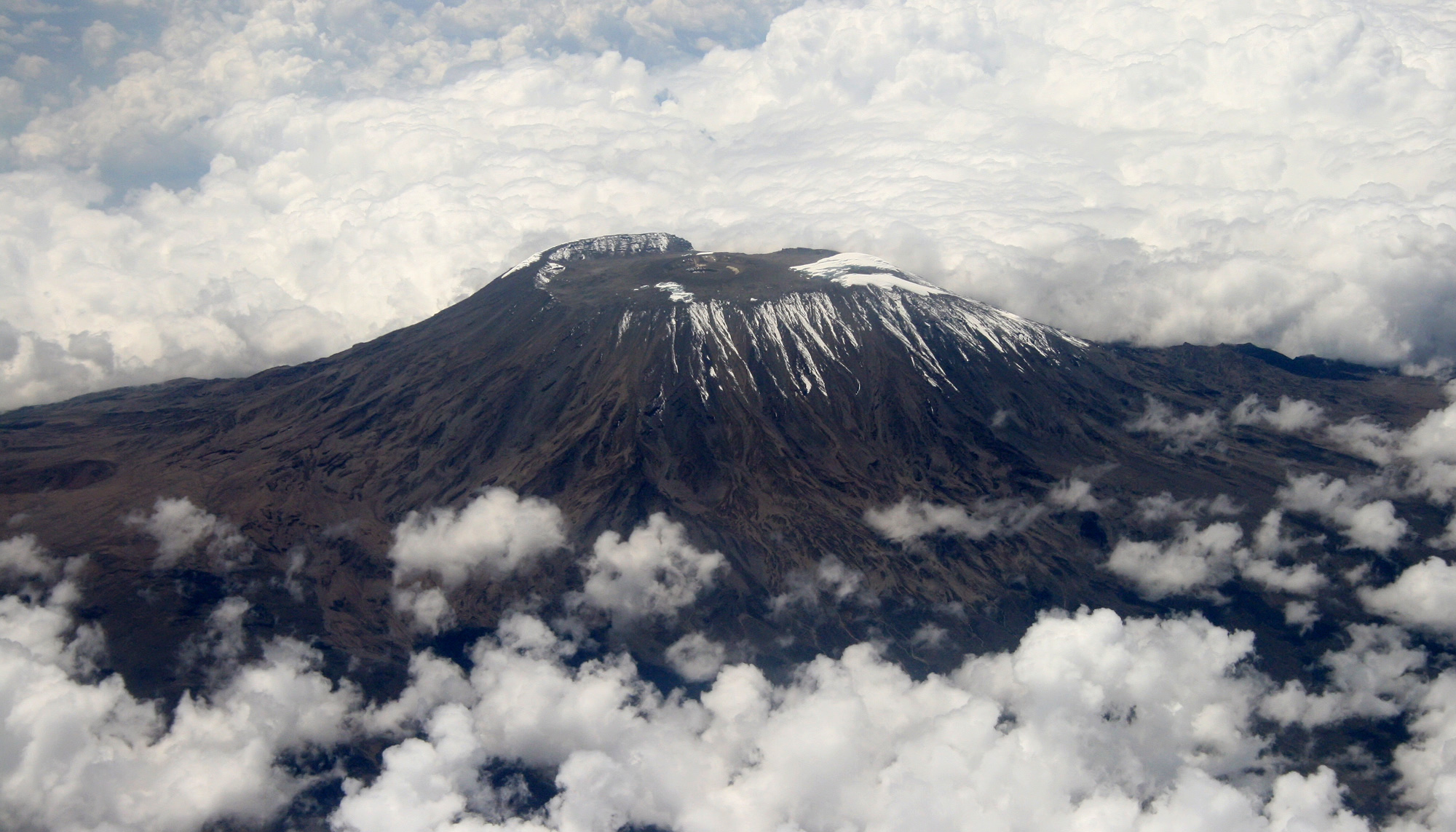
Vue aérienne du mont Kilimandjaro, prise en 2009.

Aussi connu comme le toit de l'Afrique, le mont Kilimandjaro est un site du patrimoine mondial de l'UNESCO et le plus haut sommet d'Afrique. La montagne, un volcan endormi, s'élève à 5 895 mètres au-dessus du niveau de la mer. La montagne est située au nord du pays à la frontière avec le Kenya dans la ville de Moshi et est accessible via l'aéroport international du Kilimandjaro. L'aéroport donne aussi accès aux touristes aux circuits de safari du nord de la Tanzanie. La montagne fait partie du parc national du Kilimandjaro, qui est le deuxième parc le plus populaire du pays et environ 20 000 visiteurs parcourent la montagne chaque année.
La montagne est l'un des hauts sommets les plus accessibles au monde et a un taux de réussite moyen d'environ 75 %.
Cependant, cette montagne, l'une des plus hautes du monde, présente toutefois des dangers. En janvier 2023, un français décède peu de temps après l'ascension, victime du mal des montagnes après plusieurs jours de souffrances. Plus généralement, des médecins spécialistes de la haute montagne comme Emmanuel Cauchy pointent le danger résultant de la trop grande simplicité de l'ascension, encourageant certains touristes et alpinistes à s'exposer au danger en dépassant leurs limites.

### Tourisme à Zanzibar

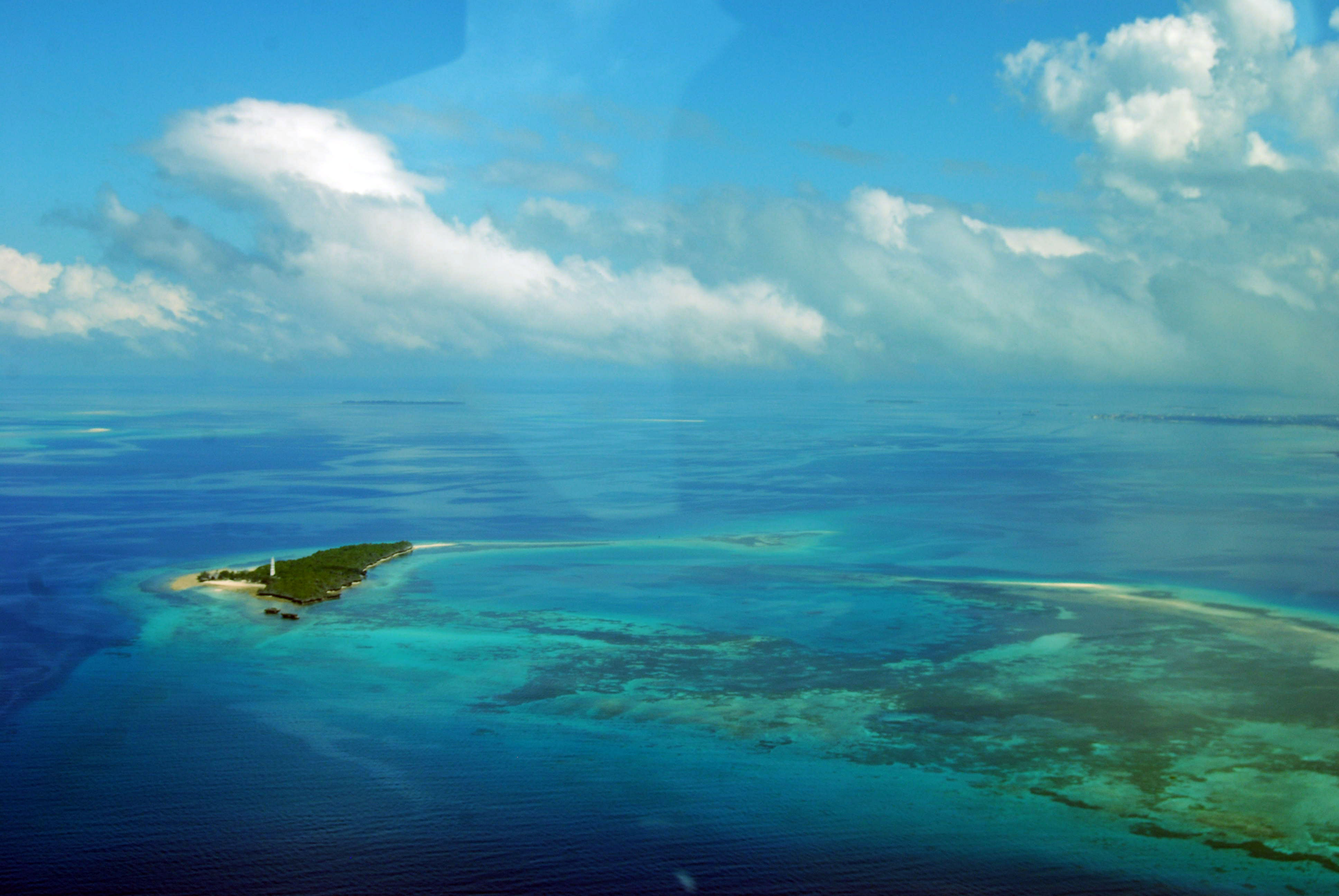
Vue aérienne des côtes de Zanzibar

Le tourisme à Zanzibar est l'un des piliers de l'économie de l'archipel, ainsi que de la Tanzanie. Selon l'homme d'affaires israélien Matan Pertman, les trois quarts des revenus de l'archipel sont ainsi assurés par le tourisme. L'archipel se compose de trois îles : Unguja, Mafia et Pemba, accessibles en bateau ou en avion. Unguja dispose de l'aéroport international de Zanzibar, principale porte d'entrée vers cette région touristique.
L'île d'Unguja est la plus connue et la plus touristique, tandis que Pemba et Mafia sont moins renommées, mais présentent tout de même des atouts touristiques, qui vont de la plongée sous-marine à la pêche et à l'activité locale. Il est possible d'effectuer des plongées avec les dauphins, ou de profiter des plages de sable blanc qui entourent les îles.
La vieille ville de Stone Town, qui compte de nombreux restaurants et hôtels, est aussi une destination importante pour les touristes,.
En 2019, d'après les chiffres publiés par le gouvernement tanzanien, 600 000 personnes ont visité l'archipel.
Toutefois, malgré le développement du tourisme, la population locale reste extrêmement pauvre.
L'île attire de nombreux investisseurs, notamment grâce à la Zanzibar Association of Tourism Investors ou ZATI. Parmi eux, des Israéliens, mais aussi des Européens ou des Tanzaniens venus de la partie continentale du pays,.

### Sites du patrimoine mondial de l'UNESCO
La Tanzanie abrite sept sites du patrimoine mondial de l'UNESCO. 6 se trouvent sur le continent et un dans l'archipel de Zanzibar, la vieille ville de Stone Town. Il existe actuellement 5 autres sites susceptibles d'être proposés pour inscription, parmi lesquels le Parc national de Gombe et la route de la traite des esclaves d'Afrique de l'Est.

## Politique de visas

Carte simplifiée représentant la politique de visas de la Tanzanie.

La plupart des visiteurs en Tanzanie doivent obtenir un visa auprès de l'une des missions diplomatiques tanzaniennes. Cependant, la majorité des nations peuvent obtenir un visa de visiteur à n'importe quel point d'entrée terrestre ou aérien. La plupart des citoyens de la Communauté de développement d'Afrique australe (aussi appelée SADC) ou de la Communauté de l'Afrique de l'Est n'ont pas besoin de visa à des fins touristiques. Des visas touristiques de 3 mois sont disponibles pour 50 dollars américains à tous les points d'entrée du pays, pour tous les visiteurs (à l'exception des citoyens américains qui doivent acheter un visa à entrées multiples d'un an pour 100 dollars). La Tanzanie ne relève pas du régime des visas touristiques pour l'Afrique de l'Est et un visa distinct est requis pour entrer en Tanzanie.

## Statistiques

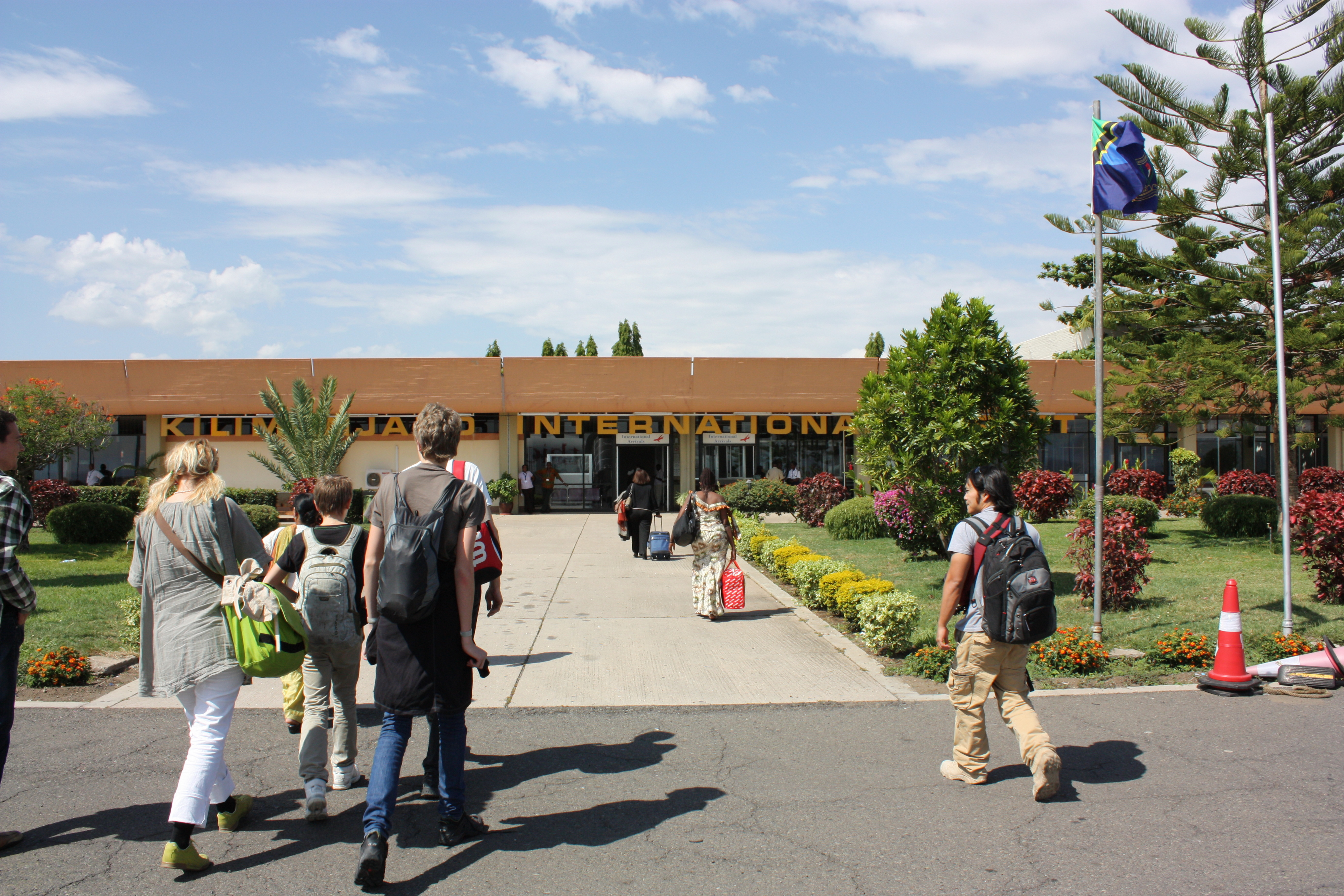
Entrée de l'aéroport international du Kilimandjaro. Il s'agit du plus grand aéroport du nord de la Tanzanie, porte d'entrée vers les parcs nationaux du nord du pays.

En 2014, 1 093 000 touristes ont visité la Tanzanie, poursuivant ainsi une croissance annuelle du nombre de visiteurs. Rapporté à la taille et au potentiel touristique du pays, la Tanzanie a le deuxième plus faible nombre de touristes d'Afrique, juste devant le Burundi. Près de la moitié des touristes viennent d'Afrique, et ce nombre est même en augmentation en raison de l'amélioration de l'intégration régionale du pays et de sa connectivité aérienne. Bien que l'industrie du tourisme n'ait cessé de croître, la récession de 2008 et les craintes liées à l'épidémie d'Ebola de 2014 ont gravement nui au secteur.

### Arrivées de touristes par année
| Arrivées de voyageurs étrangers (2000-2016), | Arrivées de voyageurs étrangers (2000-2016), | Arrivées de voyageurs étrangers (2000-2016), | Arrivées de voyageurs étrangers (2000-2016), |
| Année                                        | Arrivées étrangères                          | Année                                        | Arrivées étrangères                          |
| -------------------------------------------- | -------------------------------------------- | -------------------------------------------- | -------------------------------------------- |
| 2000                                         | 501 669                                      | 2009                                         | 714 367                                      |
| 2001                                         | 525 122                                      | 2010                                         | 754 000                                      |
| 2002                                         | 575 296                                      | 2011                                         | 843 000                                      |
| 2003                                         | 576 198                                      | 2012                                         | 1 043 000                                    |
| 2004                                         | 582 807                                      | 2013                                         | 1 063 000                                    |
| 2005                                         | 612 754                                      | 2014                                         | 1 093 000                                    |
| 2006                                         | 644 124                                      | 2015                                         | 1 137 182                                    |
| 2007                                         | 719 031                                      | 2016                                         | 1 284 279                                    |
| 2008                                         | 770 376                                      | 2017                                         | 1 327 143                                    |

### Arrivées par pays
La plus grande partie des visiteurs arrivés en Tanzanie ces dernières années l'étaient depuis les pays suivants :
| Pays d'origine                   | 2022      | 2019      | 2018      | 2017      |
| -------------------------------- | --------- | --------- | --------- | --------- |
| Kenya                            | 166 324   | 128 287   | 126 479   | 230 922   |
| Burundi                          | 100 851   | 32 070    | 37 643    | 66 357    |
| États-Unis                       | 100 600   | 218 394   | 234 890   | 82 283    |
| France                           | 100 371   | 94 688    | 54 205    | 34 505    |
| Allemagne                        | 67 718    | 82 470    | 81 308    | 58 394    |
| Royaume-Uni                      | 60 116    | 122 178   | 114 433   | 61 048    |
| Zambie                           | 46 787    | 35 126    | 34 631    | 22 561    |
| Pologne                          | 46 431    | N/C       | N/C       | N/C       |
| Italie                           | 45 282    | 99 270    | 58 722    | 51 758    |
| Malawi                           | 44 438    | 3 818     | 4 668     | 29 197    |
| Rwanda                           | 44 288    | 7 025     | 8 733     | 50 431    |
| Afrique du Sud                   | 39 755    | 58 035    | 67 757    | 47 777    |
| Ouganda                          | 38 435    | 30 545    | 48 182    | 37 160    |
| Inde                             | 36 925    | 21 687    | 31 921    | 38 487    |
| République démocratique du Congo | 32 159    | N/C       | N/C       | N/C       |
| Zimbabwe                         | 28 897    | 31 308    | 33 878    | 26 543    |
| Pays-Bas                         | 27 810    | 83 998    | 42 160    | 26 542    |
| Espagne                          | 25 434    | 70 253    | 36 137    | 14 599    |
| Mozambique                       | 22 188    | N/C       | N/C       | N/C       |
| Israël                           | 17 292    | 9 163     | 6 173     | 37 160    |
| Chine                            | 13 974    | 36 654    | 45 171    | 27 197    |
| Ukraine                          | 12 890    | N/C       | N/C       | N/C       |
| Russie                           | 8 174     | N/C       | N/C       | N/C       |
| Australie                        | 6 527     | 29 017    | 28 458    | 15 411    |
| Total                            | 1 454 920 | 1 527 230 | 1 505 702 | 1 284 279 |